# Station Leers-Nord
Station Leers-Nord is een voormalig spoorwegstation langs spoorlijn 75A (Moeskroen-Froyennes) in Leers-Nord, een deelgemeente van de gemeente Estaimpuis.

## Aantal instappende reizigers
De grafiek en tabel geven het gemiddeld aantal instappende reizigers weer op een week-, zater- en zondag.
| Tabel: aantal instappende reizigers station Leers-Nord | Tabel: aantal instappende reizigers station Leers-Nord | Tabel: aantal instappende reizigers station Leers-Nord | Tabel: aantal instappende reizigers station Leers-Nord |
|                                                        | Weekdag                                                | Zaterdag                                               | Zondag                                                 |
| ------------------------------------------------------ | ------------------------------------------------------ | ------------------------------------------------------ | ------------------------------------------------------ |
| 1977                                                   | 127                                                    | 34                                                     | 31                                                     |
| 1978                                                   | 135                                                    | 37                                                     | 40                                                     |
| 1979                                                   | 108                                                    | 19                                                     | 12                                                     |
| 1980                                                   | 105                                                    | 22                                                     | 12                                                     |
| 1981                                                   | 108                                                    | 20                                                     | 11                                                     |
| 1982                                                   | 148                                                    | 35                                                     | 37                                                     |
| 1983                                                   | 127                                                    | 35                                                     | 38                                                     |

0,0: Moeskroen ·
2,1: Herzeeuw-Plaats ·
3,4: Herzeeuw ·
6,9: Leers-Nord ·
9,4: Néchin ·
12,5: Templeuve ·
15,6: Froyennes